# Chriodorus
Chriodorus is een monotypisch geslacht van straalvinnige vissen uit de familie van halfsnavelbekken (Hemiramphidae).

## Soort
- Chriodorus atherinoides Goode & Bean, 1882